# Johann Beckmann
Johann Beckmann (Hoya, 1739 - Gotinga, 1811) fue un naturalista, micólogo, economista, agrónomo germano y escritor científico, quien acuñó el término tecnología, en el sentido de la ciencia de los oficios. Fue la primera persona en enseñar tecnología, y escribió sobre ella como una materia académica.

## Biografía
Nació el 4 de junio de 1739 en Hoya, Hanover, donde su padre era administrador de correos y receptor de impuestos. Fue educado en Statu y en la Universidad de Gotinga, donde estudió tecnología, matemática, física, historia natural, finanzas y administración. Después de completar sus estudios, en 1762 hizo un viaje de estudios a través de Brunswick y los Países Bajos examinando minas, factorías y museos de historia natural.
Fue la muerte de su madre en 1762 que le privó de sus medios de apoyo, en 1763, y por invitación del pastor de la comunidad luterana Anton Friedrich Büsching, fundador de los métodos modernos estadísticos de la geografía, para enseñar historia natural en la Academia luterana de San Petersburgo, en Rusia. A ese oficio lo cedió en 1765, y viajó por Dinamarca y Suecia, y durante los años de 1765 a 1766 estudió los métodos de trabajo de las minas, factorías, y fundiciones, así como las colecciones de arte e historia natural. Conoció al genial Linneo en Upsala. Su diario de viaje de esos viajes Schwedische Reise in den Jahren 1765-1766 (Los viajes de Suecia en los años 1765-1766) se publicó en Upsala en 1911. En 1766 fue nombrado profesor extraordinario de Filosofía en Gotinga. Allí daba conferencias sobre economía política y doméstica, y en 1768 fundó un jardín botánico con los principios de Linneo. Fue tal su éxito que en 1770 fue nombrado profesor ordinario.
El hábito de llevar a sus estudiantes a talleres, para que pudieran adquirir práctica, así como un conocimiento teórico de los diferentes procesos y tecnologías. Mientras participaba, seguía la historia y describía el estado actual de cada una de las artes y las ciencias en las que él daba una conferencia; pero por cansancio, limita su atención a varias artes prácticas y oficios, y así le debemos su obra Beiträge zur Geschichte der Erfindungen (Contribuciones a la historia de las invenciones) (1780-1805), raducida al inglés como History of Inventions, discoveries and origins 1797, 4.ª edición de 1846) una obra en la que relata el origen, historia y condición reciente de las diversas máquinas, utensilios, etc, empleadas en el comercio y para fines domésticos. Ese trabajo da derecho para deber considerarse a Beckmann como el fundador científico de tecnología, un término que él fue el primero en utilizar en 1772.
El enfoque de Beckmann era el de un estudioso que trabajaron en la Ilustración, y sus escritos de análisis de la tecnología reflejaban el trabajo de Diderot y de su Encyclopedie, y las Descriptions des Arts et Metiers. Él debe haber sido inspirado por el trabajo taxonómico de Linneo y de la Bibliothtecae de Albrecht von Haller. Nada similar se producía en inglés en ese momento. Fue el primero en escribir relatos históricos y críticos de las técnicas de la artesanía y la fabricación y la publicación de clasificaciones de las técnicas. Su objetivo era producir estudios que inspirase a otros a hacer mejoras útiles.
Contribuyó con valiosas disertaciones científicas de sus trabajos hasta 1783, cuando se retiró de todo.
Klemm afirmó 

[Él] debe ser acreditado con ser el primer historiador fiable de las invenciones, y así debe ser considerado como el padre del estudio de la Historia de la tecnología.

## Honores
- 1772, Beckmann fue elegido miembro de la Real Sociedad de Gotinga
- Miembro de distintas sociedades científicas de Celle, Halle, Múnich, Erfurt, Ámsterdam, Estocolmo, San Petersburgo
- 1784, Canciller de la Corte Hanoveriana
- 1790, electo miembro extranjero de la Real Academia de las Ciencias de Suecia

## Algunas publicaciones

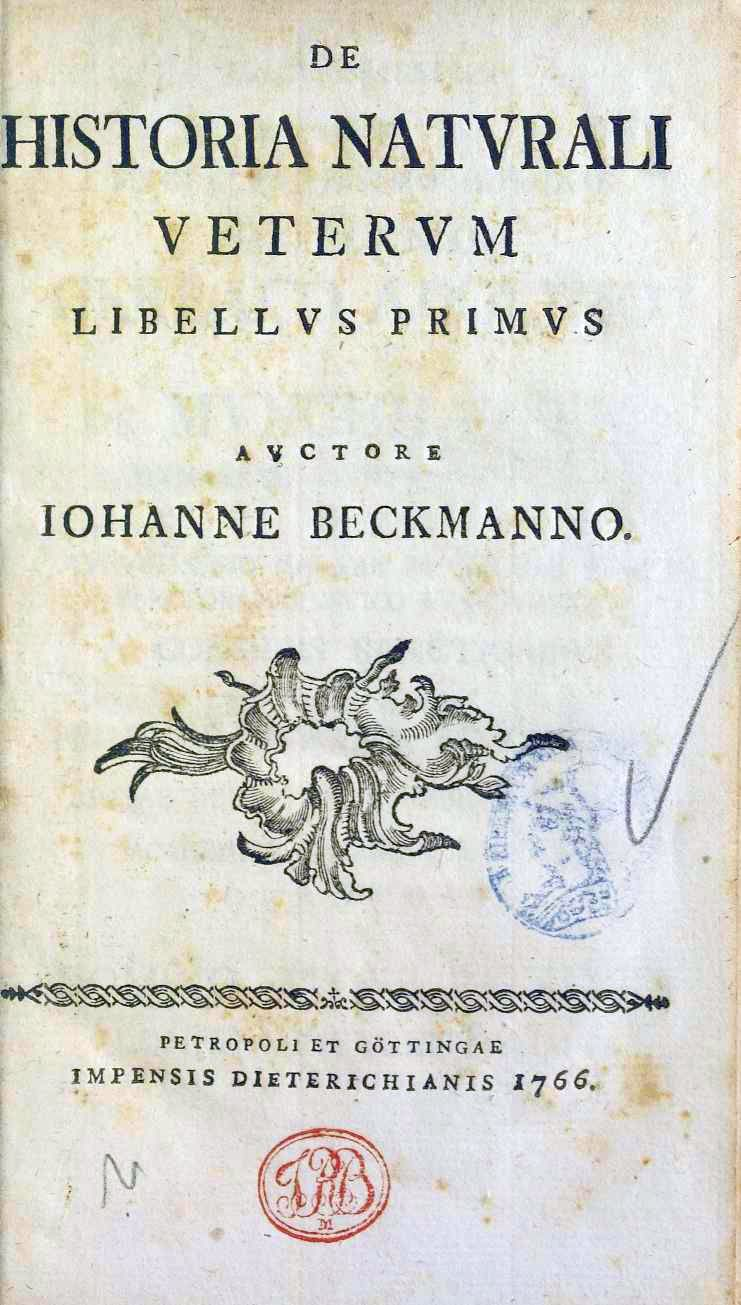
De historia naturalis veterum libellus primus, 1766

- Über Einrichtung der oeconomischen Vorlesungen, Gotinga 1767.
- Grundsatze der teutschen Landwirtschaft, 1769, 1896 (Bases de la Agricultura teutónica)
- Physikalische-okonomoische Bibliothek, Gotinga. 1770-1806, publicación trimestral de los cuales se publicaron 23 v.
- Anleitung zur technologie (Guía a la tecnología) 1777, 7.ª edición de 1823
- Anleitung zur Handelswissenschaft (Guía para la ciencia del Comercio), 1789
- Vorbereitung zur Warenkunde (Preparación de las mercancías) (1795-1800) (Introducción a las Ciencias de los Productos Básicos)
- Beitrage zur Okonomie, Technologie, Polizei- und Cameralwissenschaft (Contribuciones a la economía, la tecnología, las fábricas y las manufacturas), 1777-1791, 1809
- Entwurf einer allgemeinen Technologie (El diseño de una tecnología general), 1806
- Grundsätze der teutschen Landwirthschaft, Gotinga 1769; otras ediciones de 1775, 1783, 1790, 1802, 1806
- Beiträge zur Oeconomie, Technologie, Polizey- und Cameralwissenschaft. 12 v. Gotinga 1777-1791
- Anweisung, die Rechnungen kleiner Haushaltungen zu führen, Gotinga 1797, 2.ª ed. 1802
- Litteratur der älteren Reisebeschreibungen. 2 v. 1808–1810

### Eponimia
- Sociedad Johann Beckmann fundada en 1987, en Hoya, para celebrar su vida y obra.

- La abreviatura «Beckm.» se emplea para indicar a Johann Beckmann como autoridad en la descripción y clasificación científica de los vegetales.[1]

### Diarios
- Johann-Beckmann-Journal: Mitteilungen der Johann-Beckmann-Gesellschaft e.V., Berlín / Diepholz: Verlag für Geschichte der Naturwissenschaften und der Technik, 1987ff., ISSN 0942-5020